# Felix Manz

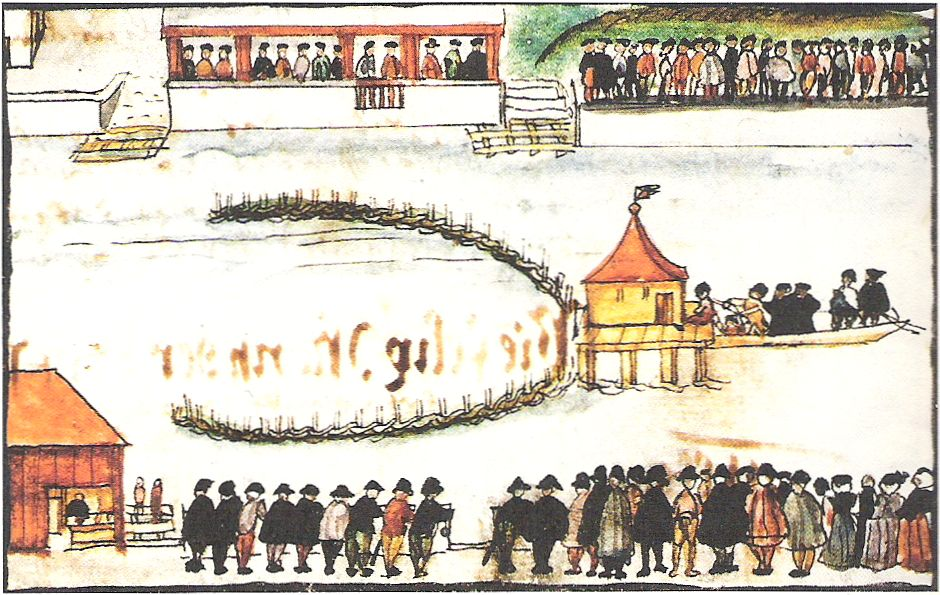
Felix Manz wird in der Limmat ertränkt. Darstellung aus dem 17. Jahrhundert.

Felix Man(t)z (* um 1498 in Zürich; † 5. Januar 1527 ebenda) war ein Mitbegründer der Zürcher Täuferbewegung und einer ihrer frühen Märtyrer.

## Anfänge
Felix Manz wurde als unehelicher Sohn eines Zürcher Geistlichen geboren. In einer zeitgenössischen Chronik wird berichtet, dass Felix Manz des Hanns Mantzen des chorherren sun was. Ursprünglich war man der Meinung, dass es sich bei dem hier erwähnten Chorherren um Johannes Mantz, den bekannten Propst des Zürcher Grossmünsterstiftes, handeln müsse. In den in der Zürcher Zentralbibliothek verwahrten Listen der Chorherren und Kapläne taucht jedoch ein weiterer Johannes Mantz auf, ein möglicher Verwandter des Propstes, der aber als Kaplan geführt wird. Die Tatsache, dass in der Strasse, in der die Mutter von Felix Manz wohnte, sich mehrere Pfrundhäuser von Kaplänen des Grossmünsters befanden, könnte auch auf den Kaplan als Vater schliessen lassen.
Felix Manz genoss eine umfassende humanistische Ausbildung und war vor allem in den alten Sprachen Hebräisch, Griechisch und Latein zuhause. Ob er, wie einige Quellen angeben, in Paris studiert hat, ist umstritten. Seine Bewerbung um ein Stipendium ist zwar belegt, in den Listen der Schweizer Studenten an der Pariser Universität taucht sein Name jedoch nicht auf. Auch eine Rom-Reise des jungen Manz kann nicht eindeutig belegt werden. In einem Empfehlungsschreiben an den in Rom lebenden Dekan Walter Sterren wird ein Felix Mantz, der ein nepos des Propstes sei und sich um die Aufnahme in die päpstliche Garde bemühe, erwähnt. Andere Quellen jedoch lassen daran zweifeln, ob dieser Felix Mantz mit dem späteren Täuferführer identisch ist.
Belegt ist aber, dass Manz schon früh zu den reformatorischen Kreisen um Huldrych Zwingli stiess. Gemeinsam mit Zwingli studierte er die hebräische Sprache bei dem Gelehrten Johann Böschenstein. Hier lernte er auch die Gründer der späteren Zürcher Täufergemeinde, Konrad Grebel und Jörg Blaurock, kennen. Im Hause seiner Mutter gründete er wie auch Konrad Grebel andernorts eine kleine Bibelschule. Während Grebel als Lehrer sich auf das Neue Testament konzentrierte, führte Manz einen kleinen Kreis von Wissbegierigen in die Schriften des Alten Testaments und in die Grundbegriffe der hebräischen Sprache ein.

## Der Konflikt mit Zwingli
Ein erster Riss zwischen dem Zürcher Reformator und den späteren Täufern lässt sich auf die Jahreswende 1523/1524 datieren. Auskunft darüber geben spätere Verhöraussagen von Zwingli und Manz über persönliche Unterredungen im privaten Kreis, die aller Wahrscheinlichkeit nach Ende 1523 oder Anfang 1524 stattgefunden haben. In diesen Unterredungen ging es noch nicht um die Tauffrage, sondern um unterschiedliche ekklesiologische Auffassungen sowie – nach Zwinglis Aussage – um den Wunsch von Grebel und Manz, über die Inhalte der Predigten Zwinglis im Vorfeld informiert zu werden. Manz und Grebel distanzierten sich in der Folgezeit immer stärker von Zwingli. Sie warfen ihm die Verschleppung des Reformationsprozesses vor. Nach den offensichtlich fruchtlosen Unterredungen auf privater Ebene verbanden sich Manz und Grebel mit Andreas Castelberger und dem nach ihm benannten Castelberger Lesekreis.
Im Zuge der Entfernung von Zwingli suchte Manz nach Kontakten zu anderen reformatorischen Persönlichkeiten. Im neuen Umfeld hatte man die Schriften Karlstadts studiert und aus ihnen eine Geistesverwandtschaft herausgelesen. Im Herbst 1524 reiste Manz mit Gerhard Westerburg, einem Mitarbeiter Karlstadts, nach Basel, um dort verschiedene Karlstadt-Schriften drucken zu lassen. Zu einer persönlichen Begegnung zwischen Karlstadt und Manz kam es im September 1524 in Zürich. Allerdings scheint diese Begegnung einen enttäuschenden Verlauf genommen zu haben. Karlstadt und Manz nahmen im Anschluss keinen Kontakt mehr miteinander auf.

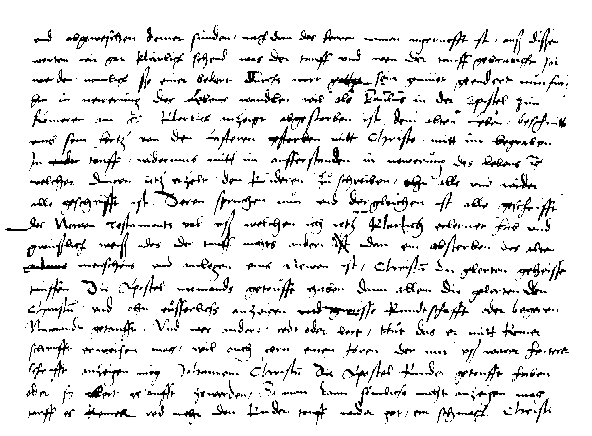
Faksimile der von Manz verfassten Schutzschrift (1524/25) an den Rat der Stadt Zürich

Auch zu Thomas Münzer sind Kontaktaufnahmen belegt. Es handelt sich hier unter anderem um einen Brief an Münzer, den Konrad Grebel am 5. September 1524 verfasste und der von Felix Manz an dritter Stelle (nach Grebel und Castelberger) unterschrieben wurde. Das Schreiben macht einerseits deutlich, dass im Castelberger Kreis die Münzerschen Lehren mit Anerkennung aufgenommen worden sind. Thomas Münzer galt ihnen als «getreuer und lieber Mitbruder in Christo»; sie selbst bezeichneten sich in der abschliessenden Grussadresse des Sendschreibens als «sieben neue Jünger Münzer dem Luther». Aus dem Brief geht ebenfalls hervor, dass der Kreis um Grebel, Manz und Castelberger mindestens drei Münzersche Schriften studiert und darin eine Reihe verwandter Überzeugungen entdeckt hatten. Andererseits enthält das Schreiben auch eine Reihe von Mahnungen an die Adresse Thomas Münzers. Sie beziehen sich hier vor allem auf liturgische Fragen (Gesang im Gottesdienst), das Taufverständnis und die Frage nach dem «Gebrauch des Schwertes», den Münzer unter gewissen Umständen bejahte, was Grebel und Manz jedoch ablehnten. Die Behauptung Heinrich Bullingers in seiner Reformationsgeschichte, es sei auch zu einer persönlichen Begegnung zwischen Manz und Münzer gekommen, wird von der neueren Forschung bestritten. Die verschiedenen Wege, die die späteren friedliebenden Täufer um Grebel und Manz und die revolutionäre Bewegung um Münzer gegangen sind, lassen einen früher behaupteten Einfluss Münzers auf Manz und andere Gründerpersönlichkeiten der Täuferbewegung als eher unwahrscheinlich erscheinen.
Der endgültige Bruch zwischen Manz und seinen «Brüdern» auf der einen sowie Zwingli und seinen Freunden auf der anderen Seite wurde im Spätherbst 1524 vollzogen. Letzte Verständigungsversuche, in denen es bereits um die Tauffrage ging, waren zwei Unterredungen, die sogenannten Dienstagsgespräche, die nach späteren Aussagen Zwinglis auf Wunsch des Kreises um Grebel und Manz zustande kamen. Dabei handelte es sich nicht um öffentliche Disputationen, sondern um Aussprachen im kleinen Kreis. Protokolle darüber fehlen. Dass sie stattgefunden haben, lässt sich nur aus späteren (teilweise widersprüchlichen) Angaben Zwinglis eruieren. Die Dienstagsgespräche verliefen ergebnislos und hinterliessen bei allen Beteiligten eine bittere Enttäuschung.
Manz, der bei den Dienstagsgesprächen als Wortführer aufgetreten war, verfasste im Anschluss an die Unterredungen seine Protestation und Schutzschrift, die er an den Rat der Stadt Zürich adressierte, in der er unter anderem eine biblisch begründete, schriftliche Disputation über die Tauffrage forderte. Der Zürcher Rat ging auf die Manzsche Forderung teilweise ein, indem er – statt der gewünschten schriftlichen Disputation – für den 17. Januar 1525 eine mündliche Verhandlung anberaumte, die sogenannte erste Zürcher Taufdisputation. Neben Manz und Grebel nahm auch der Pfarrer Wilhelm Reublin an diesem theologischen Streitgespräch versus Zwingli teil. Diese Disputation ist vor allem insofern interessant, als die genannten drei dabei zum ersten Mal ihre täuferischen Ansichten öffentlich darlegten, das heisst, die Kindertaufe verwarfen und ausschliesslich die Taufe von Gläubigen forderten. Sie beriefen sich dabei auf die Taufanweisungen Jesu und die Taufpraxis der Apostel. Der Zürcher Rat stellte sich nach der Disputation auf die Seite Zwinglis und ordnete am folgenden Tag an, dass alle Eltern, die ihre Kinder nicht innerhalb von acht Tagen taufen liessen, «die Stadt mit Weib, Kind und seinem Gut verlassen müssten». Drei Tage später, am 21. Januar, wurde es Manz und Grebel verboten, in ihren Bibelschulen weiter zu unterrichten.

## Mitbegründer der Täuferbewegung
Bei einer Zusammenkunft des Kreises um Manz und Grebel am Abend des bereits erwähnten 21. Januars 1525 kam es nach einer längeren Gesprächs- und Gebetszeit zur Gründung der ersten Täufergemeinde. In der ältesten Chronik der hutterischen Brüder, dem Geschichtbuch der Hutterischen Brüder, ist ein Bericht über den Verlauf dieser Zusammenkunft erhalten. Die Chronik berichtet, dass die «Angst begann und auf sie kam [und] dass ihre Herzen bedrängt wurden». Nach einem Gebet trat der ehemalige römisch-katholische Priester Jörg Blaurock aus dem Schweizer Kanton Graubünden vor Konrad Grebel und bat diesen, ihn zu taufen. Grebel kam dieser Bitte nach. Danach taufte Blaurock seinerseits auf deren Bitten hin die anderen des Kreises – unter ihnen auch Felix Manz.
Manz begann sofort mit einer regen Evangelisationstätigkeit in Zürich und Umgebung. Neben Blaurock wirkte er vor allem in Zollikon, einem Fischerdorf südlich von Zürich. Bereits am 30. Januar 1525 wurde er dort auf Betreiben des Zürcher Rates verhaftet. In direkter Gegenüberstellung versuchte Zwingli, den Verhafteten zum Widerruf seiner Überzeugungen zu bewegen – jedoch ohne Erfolg. Manz verblieb in Gefangenschaft, durfte aber gemeinsam mit Blaurock an der zweiten Zürcher Taufdisputation teilnehmen, die vom 20. bis 23. März 1525 stattfand. Manz und Blaurock unterlagen bei dieser Disputation erneut aufgrund der Überzahl der Befürworter der Kindertaufe. Manz verblieb im Gefängnis, aus dem ihm allerdings mit Hilfe von Freunden kurze Zeit später die Flucht gelang. Unterschlupf fand Manz vorerst bei Konrad Grebel und später bei Sebastian Hofmeister (Schaffhausen), der sich zu diesem Zeitpunkt der Auffassung der Täufer noch verbunden wusste, sich später aber auf die Seite Zwinglis schlug. Manz setzte seine Missionsarbeit fort und wurde erneut verhaftet. Bei einem Verhör erklärte er, dass er ein Gegner der Todesstrafe und des Kriegsdienstes sei. Im Gegensatz zu anderen lehre er aber nicht die Gütergemeinschaft. Auch glaube er, dass die staatliche Obrigkeit von Gott eingesetzt sei; ihr stehe auch das Recht zu, Steuern zu erheben. Die Behörden liessen ihn aufgrund dieser Erklärungen wieder frei.
Nach seiner Entlassung aus dem Gefängnis evangelisierte Manz in Grüningen im Kanton Zürich und kurze Zeit später gemeinsam mit Blaurock in Chur im Kanton Graubünden. Am 18. Mai 1525 wurde er dort wiederum verhaftet und zurück nach Zürich überführt. Der Magistrat von Chur berichtete nach Zürich, man habe Manz «nicht einmal durch die Androhung der Todesstrafe davon abhalten können, zu predigen und zu taufen. Er sei ein eigensinniger und widerspenstiger Mensch.» Die Zeit bis zum 7. Oktober 1525 verbrachte Manz im Zürcher Wellenbergturm. Nach seiner Freilassung setzte er sein Werk unbeirrt fort und wurde am 30. Oktober wieder verhaftet. Gefängnis und Freilassung wechseln sich auch in den Wintermonaten 1525/26 ab.
Im Ausbund, dem Gesangbuch der Täuferbewegung aus dem 16. Jahrhundert, das heute noch von den Amischen benutzt wird, ist in 18 Strophen ein Abschiedsgedicht aufgeführt, das Felix Manz zugeschrieben wird. Die erste Strophe erweckt den Anschein, dass Manz es im Gefängnis gedichtet hat.
Bey Christo wil ich bleiben.

(Im Ton: Ich stund an einem morgen)

Mit lust so wil ich singen,

mein hertz frewt sich in Gott,

Der mir vil kunst thut bringen,

dass ich entrinn dem Todt

Der ewiglich nimmet kein endt.

Jch preiss dich, Christ vom Himmel,

der mir mein kummer wendt.

## Märtyrertod

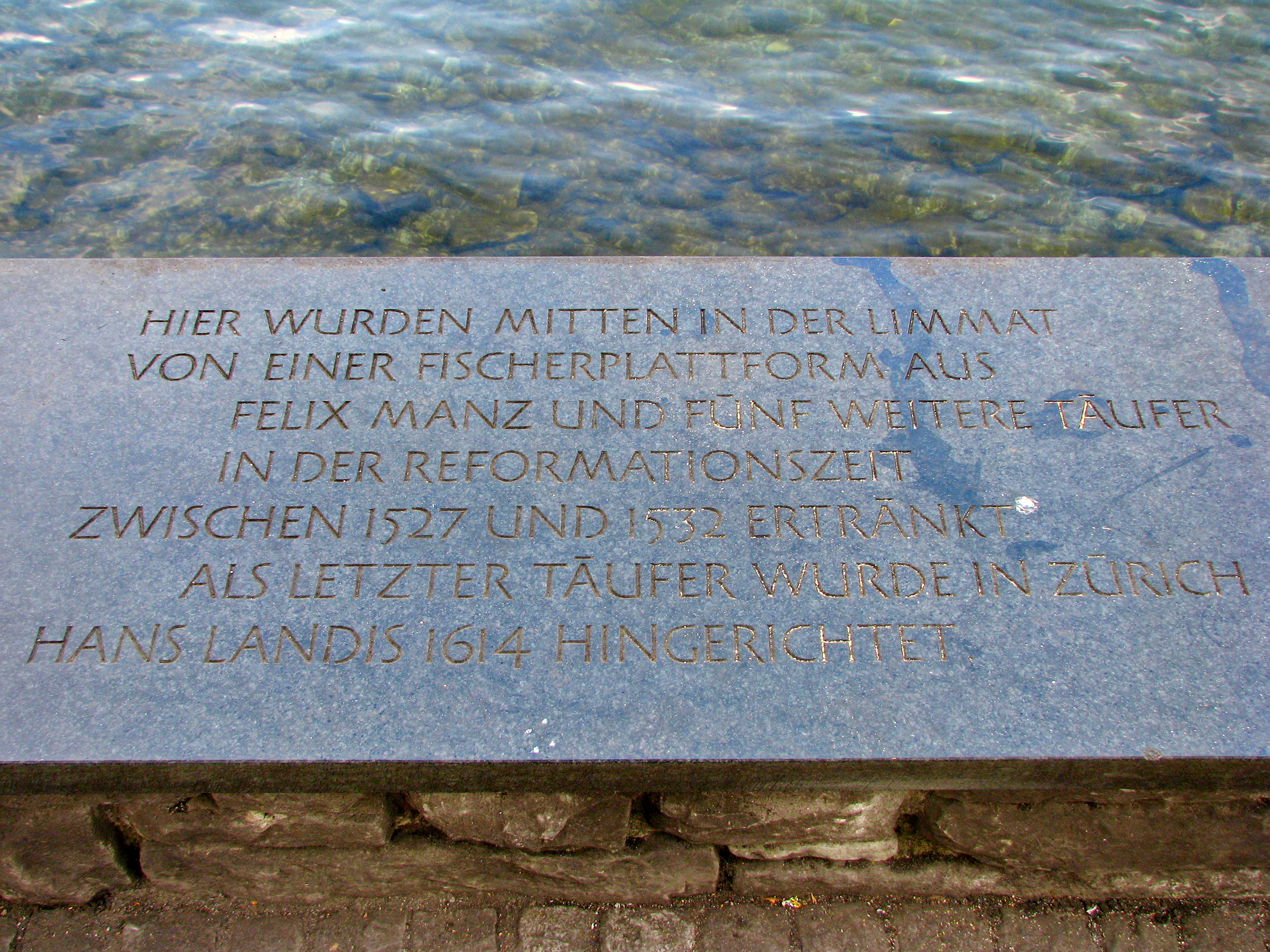
Gedenktafel an der Ufermauer der Schipfe (gegenüber Haus Nr. 43)

Im April 1526 predigte und taufte Felix Manz wieder in Graubünden und Appenzell. Am 3. Dezember 1526 kam es zu einer endgültigen Gefangennahme. Das Gericht verurteilte ihn in den ersten Januartagen 1527 zum «Tod durch Ertränken». Im Urteil heisst es unter anderem: 

«Genannter Felix Manz soll wegen seines aufrührerischen Wesens, seiner Zusammenrottung gegen die Obrigkeit und weil er gegen die christliche Regierung und die bürgerliche Einheit gehandelt hat, dem Nachrichter übergeben werden, der ihm seine Hände binden, in ein Schiff setzen, zu dem unteren Hütly (einer damals noch mitten in der Limmat gelegenen Fischerhütte) bringen und auf dem Hütly die Hände gebunden über die Knie streifen und einen Knebel zwischen den Armen und Beinen durchstossen und ihn also gebunden in das Wasser werfen soll, um ihn im Wasser sterben und verderben zu lassen, damit er nach Gericht und Recht gebüsst habe.»

«Wie er nun aus dem Wellenberg auf den Fischmarkt und unterhalb der Metzgerhalle zum Schiff geführt wurde, lobte er Gott, dass er um seiner Wahrheit willen sterbe, sei doch die Wiedertaufe recht und im Worte Gottes gegründet und habe Christus vorhergesagt, dass die Seinen um der Wahrheit willen leiden würden. Derlei redete er noch viel, doch widersprach ihm der Prädikant, der ihn begleitete. Auf diesem Gang begegneten ihm auch seine Mutter und sein Bruder, die ihn beide ermahnten, standhaft zu bleiben.»

Die Hinrichtung durch Ertränken sollte den Tod von Felix Manz besonders schmachvoll erscheinen lassen, da diese Hinrichtungsart gewöhnlich nur über Frauen verhängt wurde. Als Manz am 5. Januar 1527 gebunden und zum Hütly gebracht wurde, sang er mit lauter Stimme auf lateinisch In manus tuas, domine, commendo spiritum meum (In Deine Hände, Herr, übergebe ich meinen Geist; vgl. Ps 31,6; Luk 23,46; Apg 7,59). Über sein Schicksal berichtet auch der 1660 erstmals erschienene Märtyrerspiegel.

## Erinnerung
Unweit von der heutigen Rathausbrücke bei der Schipfe, wo Felix Manz als erstes Opfer der Täuferbewegung in Zürich ertränkt wurde, befindet sich eine Gedenktafel. In Anwesenheit von Stadtrat Robert Neukomm erfolgte am 26. Juni 2004 anlässlich des Begegnungstags der reformierten Kirchen und Täufern die Einweihung einer schwarzen Basaltplatte an der Ufermauer bei der Schipfe: «Hier wurden mitten in der Limmat von einer Fischerplattform aus Felix Manz und fünf weitere Täufer in der Reformationszeit zwischen 1527 und 1532 ertränkt. Als letzter Täufer wurde in Zürich Hans Landis 1614 hingerichtet.» Bereits 1952 war die Anbringung einer Gedenktafel an der Limmat geplant gewesen, seinerzeit jedoch vom Stadtrat abgelehnt worden, da dieser hierin eine zu starke Kritik an den Zürcher Behörden gesehen hatte.

## Rezeption im Film
In verschiedenen Filmen über Zwingli wird Felix Manz’ Taufe und Tod gezeigt.
- Huldrych Zwingli – Der Reformator. Spielfilm, 1983, 54 Min., im Auftrag des Kirchenrats des Kantons Zürich; Produktion: Condor Films, Regie: Wilfried Bolliger, ganzer Film auf YouTube [25]
- Zwinglis Erbe. Spielfilm, 2018, 55 Min., Produktion: Eutychus Production, Regie: Alex Fröhlich
- Zwingli. Spielfilm, 2019, 128 Min., Produktion: C-Films AG, Regie: Stefan Haupt